# Mitotane
Le mitotane est un médicament utilisé pour traiter le carcinome corticosurrénalien et le syndrome de Cushing.

## Usage médical
Il agit en bloquant le cortex surrénalien .
Le médicament est pris par voie orale. Pendant le traitement, des corticostéroïdes sont souvent nécessaires.

## Effets secondaires
Les effets secondaires de ce médicament comprennent la perte d’appétit, les nausées, la diarrhée, la somnolence oules éruptions cutanées. D’autres complications peuvent inclure des saignements dus aux cancers, des lésions cérébrales ou une insuffisance surrénalienne. L'utilisation de ce médicament pendant la grossesse peut nuire au fœtus. 

## Histoire
Le médicament a été introduit à des fins médicales en 1960. Au Royaume-Uni, 100 comprimés de 0,5 mg coûtaient au NHS environ 590 livres sterling  en 2021. Aux États-Unis, ce montant est d’environ 1 100 dollars.
La molécule a aussi été utilisé comme insecticide : Dichlorodiphényldichloroéthane.